# How Can You Mend a Broken Heart / Country Woman
Az első lemez, melyen együtt hallható a következő évek Bee Gees-sikercsapata, az együttes kiegészült a gitáros Alan Kendall-lal. A How Can You Mend a Broken Heart szám újra az amerikai sikerlista élére ugrott, a kislemezből Amerikában 1,6 millió példány került értékestésre. Európában azonban sem az angol, sem a német slágerlistára nem került fel a dal.

## Közreműködők
- Barry Gibb – ének, gitár
- Maurice Gibb – ének,  gitár, zongora, orgona, basszusgitár
- Robin Gibb – ének
- Alan Kendall – gitár
- Geoff Bridgeford – dob
- stúdiózenekar Bill Shepherd vezényletével
- hangmérnök – Bryan Stott

## A lemez dalai
- How Can You Mend a Broken Heart    (Barry és Robin Gibb) (1970), stereo 3:58, ének: Barry Gibb, Robin Gibb
- Country Woman (Maurice Gibb)  (1971), stereo 2:48, ének: Maurice Gibb

## Top 10 helyezés
- How Can You Mend a Broken Heart : #1.: Amerika, Kanada,  #2.: Chile,  #3.: Ausztrália,  #6.: Új-Zéland,  #7.: Dél-afrikai Köztársaság

## A kislemez megjelenése országonként
- Európa Polydor 2058 115
- Ausztrália, Új-Zéland Spin EK-4253
- Amerika, Kanada Atco 45-6824
- Japán Polydor DP-1802
- Jugoszlávia RTB S53625